# Lavradeiro
Le Lavradeiro ou « cheval sauvage de Roraima » (portugais : Lavradeiro) est un cheval sauvage issu du phénomène du marronnage au Brésil, descendant du cheval colonial espagnol. En raison d'une chasse excessive, sa population tombe à 200 individus dans les années 1990, avant de remonter et de se stabiliser dans les années 2010. Une fois débourrés, ces chevaux sont utilisés pour la traction et le travail du bétail. Ils vivent dans l'état de Roraima, à la frontière entre le Brésil et le Venezuela.

## Histoire
« Lavradeiro » est le nom original de la race en portugais, mais il est aussi connu comme le « cheval sauvage de Roraima »,. Un autre nom est Lavradeiro Criollo (Créole Lavradeiro).
Ces chevaux sont arrivés durant la colonisation humaine de Roraima, où l'élevage équin est l'une des premières activités à s'être développées, avec celui des bovins, dans les vastes espaces nommés « Lavrado ». L'origine de ces chevaux remonte au moins au début des années 1800. La souche originelle a été importée d'Espagne et du Portugal,. À ce titre, le Lavradeiro constitue une lignée sauvage du cheval colonial espagnol. Les premiers Lavradeiro sont employés pour le gardiennage du bétail ; élevés en semi-liberté, beaucoup retournent à l'état sauvage, et reçoivent l'influence subséquente de la sélection naturelle.
Jusqu'en 1982, la population de Lavradeiro est estimée aux alentours des 1 000 individus. En 1993, la population a été réduite à environ 200 individus en raison d'une chasse intensive. L'organisme EMBRAPA (Empresa Brasileira de Pesquisa Agropecuária) créée alors un noyau d'élevage de 50 individus, dans un but de préservation.
Le Lavradeiro est classé comme race « exotique » en vertu de la régulation du ministère de l'agriculture brésilien. Il ne dispose d'aucun stud-book.

## Description
La taille moyenne enregistrées chez les femelles (1993) est de 1,37 m, pour 1,41 m chez les mâles. Le périmètre thoracique moyen est de 1,63 m à 1,66 m. Le guide Delachaux (2014) cite une moyenne de 1,40 m.
La tête est surmontée de petites oreilles. Le dos est court. La croupe présente une légère inclinaison. Crinière et queue sont fournies et bien épaisses. 
La robe est généralement baie, alezane, gris fer ou rouan.
Le Lavradeiro a fait l'objet d'études sur ses protéines sanguines, et sur ses marqueurs RAPD. 
La race est connue pour son excellente résistance à l'anémie infectieuse équine. Elle dispose par ailleurs d'une adaptation optimale à son biotope, et d'une très bonne fertilité. De ce fait, son potentiel en tant que ressource génétique animale est reconnu. Ces chevaux sont réputés intelligents, et dociles une fois débourrés.

## Utilisations
Le Lavradeiro sert essentiellement de cheval de traction. Il est aussi apprécié pour le travail du bétail. Ces utilisations demandent évidemment un débourrage préalable des chevaux sauvages.

## Diffusion

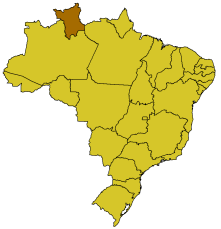
Localisation de l'état de Roraima au Brésil

Il est classé comme race brésilienne localement adapté au biotope local, dans la base de données DAD-IS. Le Lavradeiro est propre à l'état de Roraima, dans le Nord du Brésil,.
En 1992, 1 200 Lavradeiro sont répertoriés au Brésil, avec tendance à la baisse ; il existe un programme de gestion et de conservation de la race sur place. En particulier, du plasma germinatif est conservé sous la supervision de l'EMBRAPA de Roraima, à des fins de recherche. En 2010, la population de chevaux Lavradeiro est située entre les 1 260 et 1 680 individus. Aucun niveau de menace n'est renseigné pour cette race sur DAD-IS.

#### Ouvrages généralistes
- [Mariante et Cavalcante 2000] (pt) Arthur da Silva Mariante et Neusa Cavalcante, Animais do descobrimento: raças domésticas da história do Brasil, Embrapa, 2000, 228 p., « Lavrdeiro »
- [Porter et al. 2016] (en) Valerie Porter, Lawrence Alderson, Stephen J. G. Hall et Dan Phillip Sponenberg, Mason's World Encyclopedia of Livestock Breeds and Breeding, CAB International, 9 mars 2016, 6e éd., 1 107 p. (ISBN 1-84593-466-0, OCLC 948839453, lire en ligne), « Colonial Spansh Horse », p. 456. .
- [Rousseau 2014] Élise Rousseau (ill. Yann Le Bris), Tous les chevaux du monde, Delachaux et Niestlé, septembre 2014, 544 p. (ISBN 2-603-01865-5), « Lavradeiro », p. 506.